# UN-Sonderberichterstatter zur Unabhängigkeit von Richtern und Rechtsanwälten
Die Stelle des Sonderberichterstatters zur Unabhängigkeit von Richtern und Rechtsanwälten (englisch Special Rapporteur on the independence of judges and lawyers) wurde geschaffen, um politisch motivierte Strafverfolgung und den Machtmissbrauch der Staaten zu verhindern.

## Das UN-Mandat
Die UN-Menschenrechtskommission schuf diese Stelle am 4. März 1994 mittels einer Resolution, in welcher auch der Auftrag definiert wurde. Dieses UN-Mandat ist auf drei Jahre befristet und wird regelmäßig verlängert. Nachdem die UN-Menschenrechtskommission im Jahr 2006 durch den UN-Menschenrechtsrat ersetzt wurde, ist dieser nun zuständig und übt die Aufsicht aus. Die letzte Verlängerung des Mandates erfolgte am 10. Juli 2017.
Sonderberichterstatter sind keine Mitarbeiter der Vereinten Nationen, sondern werden von der UN mit einem Mandat beauftragt und dazu erließ der UN-Menschenrechtsrat einen Verhaltenskodex. Der unabhängige Status des Mandatsträgers ist für die unparteiische Wahrnehmung seiner Aufgaben entscheidend. Die Amtszeit eines Mandats ist auf maximal sechs Jahre begrenzt.
Er erstellt thematische Studien und erarbeitet Leitlinien zur Verbesserung der Menschenrechte. Der Sonderbeauftragte macht auf Einladung von Staaten Länderbesuche und kann in beratender Funktion Empfehlungen abgeben. Er prüft Mitteilungen und unterbreitet den Staaten Vorschläge, wie sie allfällige Missstände beheben können. Er macht auch Anschlussverfahren in welchen er die Umsetzung der Empfehlungen prüft. Dazu erstellt er Jahresberichte zuhanden des UN-Menschenrechtsrat.

## Amtsinhaber
- 1994–2003 Param Cumaraswamy – Malaysia
- 2003–2009 Leandro Despouy – Argentinien
- 2009–2015 Gabriela Knaul – Brasilien
- 2015–2016 Mónica Pinto – Argentinien
- 2016–2022 Diego García-Sayán – Peru
- seit 2022 Margaret Satterthwaite – USA